# Manuel de Serpa Machado
Manuel de Serpa Machado, (Guarita (São João de Areias), 4 de Dezembro de 1784 — Guarita (São João de Areias), 2 de Agosto de 1858) foi um académico e deputado.

## Biografia
O Dr. Manuel de Serpa Machado era filho do Dr. Bernardo de Serpa Saraiva Castelo Branco (da Guarita) e de D. Ana Violante de Sequeira Machado (de Tondela).
Nasceu a 4 de Dezembro de 1784 no solar da Guarita e foi baptizado a 28 do mesmo mês. Foi irmão dos Drs. Francisco de Serpa Saraiva (1.º Barão de São João de Areias) e Bernardo de Serpa Machado.
Casou em 1813 com a sua prima D.ª Ana Rita Freire Pimentel, de Gouveia, irmã do 1.º Visconde de Gouveia. Tiveram dez filhos, que foram, por ordem de nascimento:
- Dr. José Freire de Serpa Pimentel;
- D.ª Maria Bárbara de Serpa Pimentel;
- Dr. Bernardo de Serpa Pimentel;
- Dr. Manuel de Serpa Pimentel;
- D.ª Maria José de Serpa Pimentel;
- D.ª Maria Emília de Serpa Pimentel;
- D.ª Ana Eduarda de Serpa Pimentel;
- Eduardo de Serpa Pimentel (morto criança);
- Dr. António de Serpa Pimentel (líder do Partido Regenerador e Primeiro-ministro de Portugal durante um breve lapso de tempo em 1890);
- Dr. Eduardo de Serpa Pimentel.

Faleceu a 2 de Agosto de 1858 e foi sepultado no Cemitério de São João de Areias.

## Honras e cargos
O Dr. Manuel de Serpa Machado, no seu testamento a 6 de Outubro de 1852 (Arquivo Distrital de Viseu, Notas de S.C.Dão, 159-5, fl. 1-5. Inédito) diz-se:
- Do Conselho de Sua Majestade,
- Par do Reino com Honras de Grande,
- Primeiro Lente Decano,
- Director da Faculdade de Direito da Universidade de Coimbra, Chanceler da mesma Universidade, Bibliotecário da sua Biblioteca e Director da Tipografia Académica

Foi agraciado com a comenda da Ordem de Nossa Senhora da Conceição de Vila Viçosa, em 13 de Maio de 1853.

## Publicações
- Discursos publicados nos Diários das Cortes;
- Discurso pronunciado na solene distribuição dos prémios no dia 8 de Dezembro de 1845, Coimbra, 1845;
- Oração recitada na sala grande dos doutoramentos na presença de sua majestade a rainha e mais família real no dia 24 de Abril de 1852 em conformidade com o artigo 8 do programa para a recepção de Suas Majestades por parte da Universidade, na imp. da Universidade, 1852.